# Тоньяцци, Рикки
Рикки Тоньяцци (итал. Ricky Tognazzi; род. 1 мая 1955) — итальянский актёр и режиссёр. Он появился в пятидесяти фильмах и телевизионных шоу с 1963 года. Его фильм «Охрана» был показан на Каннском кинофестивале 1993 года.
В 1991 году он выиграл премию «Серебряный медведь» за лучшую режиссуру на 41-м Берлинском международном кинофестивале за фильм «Ультра». Спустя пять лет его фильм «Задушенные жизни» получил приз Альфреда Бауэра на 46-м Берлинском международном кинофестивале.
Он сын актёра и режиссёра Уго Тоньяцци, сводный брат актёра Джанмарко Тоньяцци и режиссёра Мария Соле Тоньяцци.

## Избранная фильмография

### Режиссёр
- «Маленькие недоразумения» (1989)
- «Ультра» (1991)
- «Охрана» (1993)
- «Задушенные жизни» (1996)
- «Крёстный 4. Фальконе» (1999)
- «Закон противоположностей» (2000)
- «Добрый папа» (2003)
- «Отец и незнакомец» (2010)

### Актёр
- «Чудовища» (1963)
- «Трагедия смешного человека» (1981)
- «Ветрогон» (1983)
- «Аврора» (1984)
- «Удар молнии» (1985)
- «Ребёнок по заказу» (1985)
- «Семья» (1987)
- «Польский отец Карузо Паскорски» (1988)
- «Время убивать» (1989)
- «Микеланджело» (1990)
- «Простая история» (1991)
- «Сентиментальные маньяки» (1994)
- «Обычный герой» (1995)
- «Всё небо в одной комнате» (1999)
- «Томас» (2001)
- «Лучший день моей жизни» (2002)
- «Добрый папа» (2003)
- «Девять» (2009)
- «Увидимся завтра» (2013)